# Яносовка
Яносовка — упразднённое село в Завитинском районе Амурской области России. Исключено из учётных данных в 1974 году.

## География
Село располагалось на левом берегу реки Завитая, на расстоянии примерно 12 километров (по прямой) к северо-востоку от села Марьяновка.

## История
Село возникло в 1912 году. По данным на 1916 год деревня Яниосовка состояла из 46 дворов (население составляло 281 человек) и входила в состав Валуевской волости 7-го стана Амурского уезда Амурской области.
По данным 1926 года в Яносовке имелось 48 хозяйств (44 крестьянского типа и 4 прочих) и проживало 266 человек (132 мужчины и 134 женщины). В национальном составе населения преобладали русские. В административном отношении являлась центром Яносовского сельсовета Завитинского района Амурского округа Дальневосточного края.
В 1930—1950-е годы действовал колхоз «Завет Ильича».
Решением Амурского исполкома от 7 июня 1974 года № 253, село Яносовка исключено из учётных данных как несуществующее.